# 林稲麻呂
林 稲麻呂（はやし の いなまろ、生没年不詳）は、奈良時代の官人。姓は忌寸。官位は外従五位下・東宮学士。

## 経歴
桓武朝初頭の天応元年（781年）外従五位下に叙せられ、翌天応2年（782年）東宮学士兼造東大寺次官に任ぜられる。その後、東宮学士と造東大寺次官を務める一方で、美作介・備前介と地方官を兼ねるが、延暦4年（785年）に藤原種継暗殺事件が発生し、東宮学士として仕えていた早良親王が春宮を廃されると、稲麻呂も連座して伊豆国への流罪に処された。
桓武朝末の延暦25年（806年）藤原種継暗殺事件で処罰された者に対する恩赦が行われ、稲麻呂は外従五位下に復されている（この時点での生死は不明）。

## 官歴
『六国史』による。
- 時期不詳：正六位上
- 天応元年（781年） 11月16日：外従五位下
- 天応2年（782年） 2月7日：造東大寺次官。2月14日：東宮学士、造東大寺次官如故
- 延暦2年（785年） 2月25日：兼美作介
- 延暦4年（785年） 正月15日：兼備前介。9月24日：流罪（伊豆国。藤原種継暗殺事件に連座）[1]
- 延暦25年（806年） 3月17日：復本位（外従五位下）

## 系譜
- 父：不詳
- 母：不詳
- 生母不詳の子女
  - 男子：林真継[2]
  - 男子：林真永[3]